# Crisisdosis
Crisisdosis es una canción del cantautor venezolano José Rafael Cordero Sánchez, publicada en 2025. El tema forma parte de su obra musical independiente y se caracteriza por una lírica introspectiva que mezcla crítica social y una visión personal sobre la realidad contemporánea. 

## Antecedentes y composición
La canción fue escrita y compuesta por José Rafael Cordero Sánchez en un contexto de experimentación artística donde el autor buscaba unir música y narrativa visual. Según declaraciones del propio Cordero, Crisisdosis refleja un estado de «sobrecarga emocional y social» frente a la crisis mundial y a las tensiones políticas que han marcado su trayectoria como activista musical.  
Musicalmente, el tema combina elementos de rock alternativo con toques de música experimental, utilizando metáforas y recursos poéticos en la letra.  

## Lanzamiento
Crisisdosis se difundió de manera independiente en plataformas digitales en 2025, acompañado de un proyecto visual que el propio Cordero desarrolló para complementar el impacto de la canción.  

## Proyecto visual
El artista acompañó la canción con un proyecto gráfico en el que integró una imagen personal junto a la letra del tema, con el objetivo de reforzar el concepto artístico. Esta obra se enmarca dentro de la tendencia de Cordero Sánchez de unir música, poesía y arte visual.  

## Temática
La letra de Crisisdosis aborda:  
- El efecto psicológico de vivir en crisis permanentes.
- El agotamiento social y político.
- La búsqueda de identidad en medio de entornos hostiles.

## Recepción
Si bien no cuenta aún con reseñas críticas en medios especializados, Crisisdosis ha sido valorada por su autor como una de las piezas más personales de su repertorio y un testimonio de su estilo musical independiente.  